# 10e étape du Tour d'Espagne 2011
La 10e étape du Tour d'Espagne 2011 s'est déroulée le lundi 29 août 2011. Salamanque est la ville de départ et d'arrivée. Il s'agit d'une étape de contre-la-montre (la seule sur ce Tour d'Espagne) sur 47 kilomètres.
La victoire dans ce contre-la-montre individuel revient à l'Allemand Tony Martin (Team HTC-Highroad) devant le Britannique Christopher Froome (Team Sky), qui s'empare aussi du maillot rouge, et le Britannique Bradley Wiggins (Team Sky). 

## Profil de l'étape
C'est la troisième fois que cette ville universitaire et historique accueille une épreuve de contre-la-montre individuel. Elle est légèrement plus courte que l'épreuve de contre-la-montre de 2010, qui se déroulait à Peñafiel.

## Classement de l'étape
|    | Coureur            | Pays        | Équipe            | Temps | Temps       |
| -- | ------------------ | ----------- | ----------------- | ----- | ----------- |
| 1  | Tony Martin        | Allemagne   | Team HTC-Highroad | en    | 54 min 55 s |
| 2  | Christopher Froome | Royaume-Uni | Team Sky          | +     | 59 s        |
| 3  | Bradley Wiggins    | Royaume-Uni | Team Sky          |       | 1 min 22 s  |
| 4  | Fabian Cancellara  | Suisse      | Team Leopard-Trek |       | 1 min 27 s  |
| 5  | Taylor Phinney     | États-Unis  | BMC Racing        |       | 1 min 33 s  |
| 6  | Jakob Fuglsang     | Danemark    | Team Leopard-Trek |       | 1 min 37 s  |
| 7  | Tiago Machado      | Portugal    | Team RadioShack   |       | 1 min 54 s  |
| 8  | Janez Brajkovič    | Slovénie    | Team RadioShack   |       | 1 min 56 s  |
| 9  | Luis León Sánchez  | Espagne     | Rabobank          |       | 2 min 2 s   |
| 10 | Maxime Monfort     | Belgique    | Team Leopard-Trek |       | 2 min 6 s   |

## Classement général
|     | Coureur            | Pays        | Équipe              |    | Temps           |
| --- | ------------------ | ----------- | ------------------- | -- | --------------- |
| 1   | Christopher Froome | Royaume-Uni | Team Sky            | en | 38 h 9 min 13 s |
| 2   | Jakob Fuglsang     | Danemark    | Team Leopard-Trek   | +  | 12 s            |
| 3   | Bradley Wiggins    | Royaume-Uni | Team Sky            |    | 20 s            |
| 4   | Vincenzo Nibali    | Italie      | Liquigas-Cannondale |    | 31 s            |
| 5   | Fredrik Kessiakoff | Suède       | Astana              |    | 34 s            |
| 6   | Maxime Monfort     | Belgique    | Team Leopard-Trek   |    | 59 s            |
| 7   | Bauke Mollema      | Pays-Bas    | Rabobank            |    | 1 min 07 s      |
| dsq | Juan José Cobo     | Espagne     | Geox-TMC            |    | 1 min 47 s      |
| 9   | Janez Brajkovič    | Slovénie    | Team RadioShack     |    | 2 min 04 s      |
| 10  | Haimar Zubeldia    | Espagne     | Team RadioShack     |    | 2 min 13 s      |

## Classements annexes

### Classement par points
|   | Cycliste          | Pays      | Équipe              | Points |
| - | ----------------- | --------- | ------------------- | ------ |
| 1 | Joaquim Rodríguez | Espagne   | Team Katusha        | 74     |
| 2 | Bauke Mollema     | Pays-Bas  | Rabobank            | 62     |
| 3 | Peter Sagan       | Slovaquie | Liquigas-Cannondale | 50     |

### Classement du meilleur grimpeur
|   | Cycliste         | Pays    | Équipe           | Points |
| - | ---------------- | ------- | ---------------- | ------ |
| 1 | Dan Martin       | Irlande | Garmin-Cervélo   | 25     |
| 2 | Matteo Montaguti | Italie  | AG2R La Mondiale | 23     |
| 3 | Daniel Moreno    | Espagne | Team Katusha     | 20     |

### Classement du combiné
|   | Cycliste          | Pays     | Équipe       | Points |
| - | ----------------- | -------- | ------------ | ------ |
| 1 | Bauke Mollema     | Pays-Bas | Rabobank     | 16     |
| 2 | Joaquim Rodríguez | Espagne  | Team Katusha | 26     |
| 3 | Daniel Moreno     | Espagne  | Team Katusha | 28     |

### Classement par équipes
|   | Équipe            | Pays       | Temps | Temps             |
| - | ----------------- | ---------- | ----- | ----------------- |
| 1 | Team Leopard-Trek | Luxembourg | en    | 113 h 58 min 37 s |
| 2 | Team RadioShack   | États-Unis | +     | 7 s               |
| 3 | Rabobank          | Pays-Bas   |       | 2 min 4 s         |